# Urban Jarnik
Urban Jarnik (* 11. Mai 1784 in Bach bei Sankt Stefan im Gailtal; † 11. Juni 1844 in Moosburg) war ein slowenischer Schriftsteller aus Kärnten. Nach ihm ist das 1992 gegründete Slowenische Volkskunde-Institut in Klagenfurt benannt.

## Leben
Urban Jarnik ist der bedeutendste Vertreter der slowenischen Romantik in Österreich. Nach ethnologischen Studien über seine Gailtaler Heimat und dem Studium der Theologie in Klagenfurt und Graz trat er mit den führenden slowenischen Literaten Janez Primic, Bartolomäus Kopitar, Valentin Vodnik, Matija Čop, Anton Martin Slomšek und France Prešeren, aber auch mit den kroatischen Illyristen Ljudevit Gaj und Stanko Vraz, dem Slowaken Pavel J. Safarik und dem russischen Slawisten Ismail Sreznevskij in Kontakt. Seit seiner Kritik an der Germanisierung Kärntens (1826) kam es zum Bruch mit den deutschnationalen Kreisen um die Klagenfurter Zeitschrift „Carinthia“. In der letzten Phase seines Lebens trat er für die Schaffung einer gemeinsüdslawischen Schriftsprache ein und beeinflusste in dieser Hinsicht auch seinen Schüler Matija Majar-Ziljski und die Bewegung um die Revolution von 1848.
Seit der Veröffentlichung des Slawenkapitels aus Herders „Ideen“ in der „Carinthia“ traf Jarnik, der auch Gedichte erotischen Inhalts verfasste, in Klagenfurt mit dem serbischen Patriarchen Leontije Lambrović zusammen, von dem er einige Texte für sein erstes slowenisches Jugendbuch „Sber lepih ukov sa slovensko mladino“ („Kleine Sammlung schöner Lehren für die slowenische Jugend“, 1814) erhielt. Als echter Romantiker beschäftigte er sich mit der Frühgeschichte der Slowenen und veröffentlichte 1820 die Studie „Samo, König der Karantaner Slawen“. Im Sinne Kopitars war er ein Anhänger der „pannonisch-karantanischen Theorie“, die die Entstehung der südslawischen Sprachen in Zusammenhang mit dem Kirchenslawischen und den „Freisinger Denkmälern“ sah. Er äußerte sich 1822/23 zur Reform der slowenischen Schreibweise und wandte sich der Etymologie zu; seine „Kleine Sammlung solcher altslovenischer Wörter, welche im heutigen windischen Dialecte noch kräftig fortleben“ (1822) muss aus den damaligen bescheidenen Mitteln vor der Entstehung der eigentlichen wissenschaftlichen Slawistik gesehen werden. Dies gilt auch für seinen „Versuch eines Etymologikons der Slowenischen Mundart in Innerösterreich“ (1832). In der Erforschung der altslowenischen Sprache, Literatur und Volkskunde stand er ganz am Anfang. Er verfasste Gedichte und Balladen, Abhandlungen wie „Samo“, „Dopis iz Koruske“ („Ein Brief aus Kärnten“), in dem er sich für die Vereinigung aller Südslawen aussprach. Erhalten sind Briefe Jarniks an Kopitar, Safarik sowie autobiografische Fragmente, Briefe von Primic, Prešeren und Sreznievsky, in denen über ihre Begegnung mit dem Priesterdichter berichtet wird, runden das Bild ab. In Jarniks Heimat, im Gailtal, ist seine slowenische Muttersprache fast ausgestorben.